# Johannes de Witte
Johannes de Witte OP (spanisch Juan de Witte Hoos, lateinisch Johannes Albus; * 6. August 1475 in Brügge; † 18. September 1540 ebenda) war ein flämischer Dominikaner und der erste für die Römisch-katholische Kirche in Kuba ernannte Bischof.

## Leben

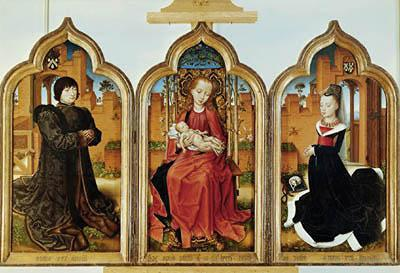
Triptychon von 1473 mit den Abbildungen von Jan de Witte und Maria Hoos, den Eltern

Er war ein Sohn des Brügger Kaufmanns Jan de Witte, Herr von Ruddervoorde, Berater der Herzöge von Burgund und 1473 Bürgermeister von Brügge, und der Maria Hoose. Die Familie de Witte betrieb Handel mit dem Königreich Spanien, und so kam der junge De Witte um 1490 nach Spanien, wo er als Novize in das Dominikanerkloster von Valladolid aufgenommen wurde.
Im Jahr 1506 wurde der inzwischen zum Priester geweihte de Witte an den spanischen Hof gerufen, um die Kinder Philipps des Schönen zu unterrichten. Vor allem aber war er Beichtvater der Prinzessinnen Eleonore, Isabella und Maria.

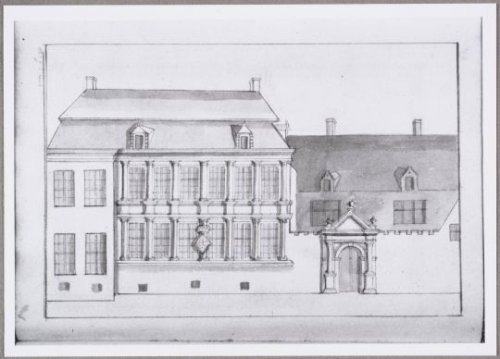
Der Hof van Cuba im 16. Jahrhundert

Am 15. Mai 1514 wurde de Witte zum Titularbischof von Selymbria ernannt. Der aus den Niederlanden stammende Papst Hadrian VI. ernannte ihn am 11. Februar 1517 zum ersten Bischof von Baracoa und von ganz Kuba, der Bischofssitz wurde 1522 nach Santiago de Cuba verlegt. Von 1517 bis 1522 und von 1528 bis 1530 residierte de Witte wahrscheinlich auf Kuba. Nach seinem Amtsverzicht kehrte er nach Brügge zurück und bewohnte dort das Anwesen Hof van Veurne, das später in Erinnerung an ihn Hof van Cuba genannt wurde.